# Château-l’Évêque
Château-l’Évêque település Franciaországban, Dordogne megyében. Lakosainak száma 2162 fő (2022. január 1.). Château-l’Évêque Agonac, Biras, Champcevinel, Chancelade, La Chapelle-Gonaguet, Périgueux, Bussac, Brantôme en Périgord és Brantôme-en-Périgord községekkel határos.

## Népesség
A település népességének változása:
| Lakosok száma | 1173 | 1378 | 1701 | 1915 | 2116 | 2128 | 2170 | 2148 | 2138 | 2162 |
|               | 1968 | 1982 | 1990 | 2006 | 2013 | 2015 | 2017 | 2019 | 2020 | 2022 |